# 聖地牙哥影評人協會
聖地牙哥影評人協會獎（簡稱SDFCSA），是美國聖地牙哥一個電影評論組織－聖地牙哥影評人協會（SDFCS）於每年12月份頒發的電影獎項，該獎項經常被視作奧斯卡金像獎之前奏。

## 獎項種類
- 最佳男主角
- 最佳女主角
- 最佳男配角
- 最佳女配角
- 最佳群體演出
- 最佳導演
- 最佳攝影
- 最佳剪接
- 最佳編劇（改編）
- 最佳編劇（原創）
- 最佳美術指導
- 最佳原創配樂
- 最佳影片
- 最佳外語片
- 最佳紀錄片
- 最佳動畫電影

## 獎項紀錄
（2個獎項或以上）

### 6個獎項
- 《希魔撞正殺人狂》（2009）：最佳影片、導演、原創劇本、男配角、演出團體、配樂
- 《貧民百萬富翁》（2008）：最佳影片、導演、改編劇本、攝影、剪接、配樂

### 4個獎項
- 《逃离德黑兰》（2012）：最佳影片、導演、改編劇本、剪輯
- 《黑金風雲》（2007）：最佳男主角、導演、改編劇本、配樂
- 《二百萬奪命奇案》（2007）：最佳影片、男配角、演出、攝影
- 《地下觀音》（2004）：最佳影片、女主角、男配角、原創劇本
- 《幽靈世界》（2001）：最佳影片、女主角、導演、改編劇本
- 《不日成名》（2000）：最佳影片、女配角、導演、原創劇本
- 《美麗有罪》（1999）：最佳影片、導演、女主角、女配角

### 3個獎項
- 《冷血字傳》（2005）：最佳男主角、導演、改編劇本
- 《命運的十三個交叉口》（2002）：最佳導演、原創劇本、剪接

### 2個獎項
- 《單身男人》（2009）：最佳男主角和評分
- 《拼命戰羊》（2008）：最佳男演員和女配角
- 《無痛失戀》（2004）：最佳男演員和編劇
- 《擊情》（2004）：最佳導演和原創配樂
- 《天使夜驚情》（2003）：最佳電影及導演
- 《魔戒三部曲：王者再臨》（2003）：最佳導演和美術指導
- 《天上人間》（2002）：最佳影片和女主角
- 《帝國驕雄》（2000）：最佳男主角和攝影
- 《哈利波特－死神的聖物2》（2011年）：最佳樂團及得分

## 獲獎華語電影人
- 2006年第11屆最佳外語片：張藝謀《千里走單騎》
- 2013年第18屆最佳外語片：杜琪峰《毒戰》

## 獲獎名單

### 第4屆聖地牙哥電影評論學會大獎（1999年）
- 最佳影片：《美麗有罪》

### 第5屆聖地牙哥電影評論學會大獎（2000年）
- 最佳影片：《不日成名》

### 第6屆聖地牙哥電影評論學會大獎（2001年）
- 最佳影片：《幽靈世界》

### 第7屆聖地牙哥電影評論學會大獎（2002年）
- 最佳影片：《天上人間》

### 第8屆聖地牙哥電影評論學會大獎（2003年）
- 最佳影片：《天使夜驚情》

### 第9屆聖地牙哥電影評論學會大獎（2004年）
- 最佳影片：《地下觀音》

### 第11屆聖地牙哥電影評論學會大獎（2006年）
- 最佳影片：
- 最佳導演：克林特‧伊斯特伍德《來自硫磺島的信》
- 最佳男主角：高倉健《千里走單騎》
- 最佳女主角：海倫‧米倫《女王》
- 最佳男配角：雷‧溫斯頓《關鍵協議》
- 最佳女配角：莉莉‧泰勒《勤雜多面手》
- 最佳原創劇本：《死亡女孩》
- 最佳改編劇本：《感謝你吸菸》
- 最佳群體演出：《通天塔》
- 最佳外語片：《千里走單騎》中國
- 最佳動畫片：《賽車總動員》
- 最佳紀錄片：《閉嘴，唱歌》
- 最佳剪接：《93號航班》
- 最佳攝影：《魔術師》
- 最佳美術指導：《V字仇殺隊》
- 最佳年度影人：愛德華‧諾頓《面紗》/《魔術師》/《流入山谷》

### 第12屆聖地牙哥電影評論學會大獎（2007年）
- 最佳影片：《二百萬奪命奇案》
- 第二名：《黑金風雲》
- 最佳導演：保羅‧托馬斯‧安德森《黑金風雲》
- 最佳男主角：丹尼爾‧戴劉易斯《黑金風雲》
- 最佳女主角：茱莉‧克里斯蒂《柳暗花明》
- 最佳男配角：湯米‧李‧瓊斯《二百萬奪命奇案》
- 最佳女配角：艾米‧雷恩《失蹤寶貝》
- 最佳原創劇本：迪亞波羅‧科蒂《朱諾》
- 最勤勞電影人獎：克里斯蒂安‧貝爾《決鬥猶馬鎮》/《自由馳騁》/《重見天日》
- 最佳外語片：《潛水鐘與蝴蝶》法國
- 最佳動畫片：《料理鼠王》
- 最佳紀錄片：《瘋狂的愛》、《深水攀岩》
- 最佳團體演出：《二百萬奪命奇案》
- 最佳剪接：《贖罪》
- 最佳美術指導：《魔街理髮師》
- 最佳配樂：《黑金風雲》

### 第13屆聖地牙哥電影評論學會大獎（2008年）
- 最佳影片：《貧民百萬富翁》
- 第二名：《蝙蝠俠－黑夜之神》
- 最佳外語片：《生人勿進》（瑞典）
- 最佳紀錄片：《走鋼絲的人》
- 最佳動畫片：《太空奇兵·威E》
- 最佳導演：丹尼‧保爾《貧民百萬富翁》
- 最佳女主角：凱特‧溫斯萊特《讀愛》
- 最佳男主角：米基‧洛克《拼命戰羊》
- 最佳女配角：瑪裡莎‧托梅-《拼命戰羊》
- 最佳男配角：希斯‧萊傑《黑暗騎士》
- 最佳原著劇本：湯姆‧邁康尼《訪問者》
- 最佳改編劇本：西蒙‧布弗伊《貧民百萬富翁》
- 最佳攝影：安東尼‧多德‧曼蒂爾《貧民百萬富翁》
- 最佳美術設計：《奇幻逆緣》
- 最佳剪接：《貧民百萬富翁》
- 最佳原創音樂：《貧民百萬富翁》
- 最佳群體演出：《驚世真言》
- 最佳年度演員：理查德‧詹金斯-《訪問者》、《閱後即焚》、《繼兄》和《浪漫的老鼠》（配音）

### 第14屆聖地牙哥電影評論學會大獎（2009年）
- 最佳影片：《希魔撞正殺人狂》
- 最佳群體演出：《希魔撞正殺人狂》
- 最佳導演：昆汀‧塔倫蒂諾《希魔撞正殺人狂》
- 最佳男主角：科林‧費斯《單身男人》
- 最佳女主角：米切爾‧摩納翰《卡車司機》
- 最佳男配角：克里斯托弗‧瓦爾茨《希魔撞正殺人狂》
- 最佳女配角：薩曼莎‧莫頓《信使》
- 最勤勞電影人獎：伍迪‧哈里森《2012》/《信使》/《殭屍之地》
- 最佳原創劇本：《希魔撞正殺人狂》
- 最佳改編劇本：《了不起的狐狸爸爸》
- 最佳外語片：《大牌明星》意大利
- 最佳紀錄片：《海豚灣》
- 最佳攝影：《末日危途》
- 最佳剪輯：《和莎莫的500天》
- 最佳美術指導：《希魔撞正殺人狂》
- 最佳配樂：《單身男人》

### 第15屆聖地牙哥電影評論學會大獎（2010年）
- 最佳影片：《冬天的骨頭》
- 最佳導演：達倫‧阿羅諾夫斯基《黑天鵝》
- 最佳男主角：柯林‧法瑞爾《水中仙》
- 最佳女主角：詹妮弗‧勞倫斯《冬天的骨頭》
- 最佳男配角：約翰‧哈克斯《冬天的骨頭》
- 最佳女配角：萊絲利‧曼維爾《又一年》
- 最佳原創劇本：Jesse Armstrong Sam Bain《四頭獅子》
- 最佳改變劇本：阿倫‧索爾金《社交網絡》
- 最佳外語片：《我是愛》
- 最佳紀錄片：《走出禮品店》
- 最佳動畫片：《反斗奇兵3》
- 最佳剪接：Jonathan Amos Paul Machliss 《歪小子斯科特》
- 最佳美術指導：丹提‧費瑞提《禁閉島》
- 最佳電影原聲：蕾切爾‧波特曼《別讓我走》
- 最佳群體演出：《44英吋的胸圍》

### 第16屆聖地牙哥電影評論學會大獎（2011年）
- 最佳影片：《藝術家》
- 最佳導演：尼古拉斯‧溫丁‧雷弗恩《亡命駕駛》
- 最佳女主角：布里特‧馬靈《另一個地球》
- 最佳男主角：邁克爾‧珊農《存身》
- 最佳女配角：謝琳‧伍德蕾《後裔》
- 最佳男配角：尼克‧諾特《勇士》
- 最佳原創劇本：伍迪‧艾倫《午夜巴黎》
- 最佳改編劇本：斯蒂文‧澤裡安、艾倫‧索金《點球成金》
- 最佳外語片：《四次》意大利 / 德國 / 瑞士
- 最佳紀錄片：《尼姆計畫》
- 最佳攝影：Emmanuel Lubezki《生命之樹》
- 最佳動畫：《亞瑟‧聖誕》
- 最佳剪接：奧利韋爾‧布格‧寇特《初學者》
- 最佳配樂：亞歷山大‧德斯普拉《哈利‧波特與死亡聖器(下)》
- 最佳美術指導：《雨果》
- 最佳群體演出：《哈利‧波特與死亡聖器(下)》
- 最佳年度演員：傑西卡‧查斯坦

### 第17屆聖地牙哥電影評論學會大獎（2012年）
- 最佳影片：《逃离德黑兰》
- 最佳導演：本‧阿弗萊克《逃离德黑兰》
- 最佳女主角：米歇爾‧威廉姆斯《跳支華爾茲》
- 最佳男主角：丹尼爾‧戴‧劉易斯《林肯》
- 最佳女配角：艾瑪‧沃森《壁花少年》
- 最佳男配角：克里斯托弗‧瓦爾茲《被解放的迪亞戈》
- 最佳原創劇本：《大師》
- 最佳改編劇本：《逃离德黑兰》
- 最佳外語片：《單車少年》
- 最佳紀錄片：《隱秘的戰爭》
- 最佳攝影：《少年PI的奇幻漂流》
- 最佳動畫片：《通靈男孩諾曼》
- 最佳剪接：《逃离德黑兰》
- 最佳美術指導：《雲圖》
- 最佳配樂：《大師》
- 最佳群體演出：《壁花少年》

### 第18屆聖地牙哥電影評論學會大獎（2013年）
- 最佳影片：《雲端情人》
- 最佳導演：阿方索·卡隆《引力邊緣》
- 最佳男主角：奧斯卡·艾薩克《醉鄉民謠》
- 最佳女主角：凱特·布蘭切特《藍色茉莉》
- 最佳男配角：傑瑞德·萊托《藥命俱樂部》
- 最佳女配角：雪琳·伍德莉《戀夏進行式》
- 最佳原創劇本：《雲端情人》
- 最佳改編劇本：《愛在午夜希臘時》
- 最佳外語片：《毒戰》（香港）
- 最佳動畫長片：《風起了》
- 最佳攝影：《愛·穹蒼》
- 最佳剪接：《怒海劫》
- 最佳美術指導：《大亨小傳》
- 最佳配樂：《雲端情人》
- 最佳群體演出：《瞞天大佈局》

### 第19屆聖地牙哥電影評論學會大獎（2014年）
- 最佳導演：丹·吉尔罗伊《獨家腥聞》
- 最佳影片：《獨家腥聞》
- 最佳男主角：傑克·葛倫霍《獨家腥聞》
- 最佳女主角：瑪莉詠·柯蒂亞《两天一夜》
- 最佳男配角：马克·鲁法洛《暗黑冠軍路》
- 最佳女配角：蕾妮·罗素《獨家腥聞》
- 最佳原創劇本：《獨家腥聞》
- 最佳改編劇本：《控制》
- 最佳外語片：《不可抗力》（瑞典）
- 最佳動畫長片：《盒子怪》
- 最佳攝影：《獨家腥聞》
- 最佳剪接：《明日邊界》
- 最佳美術指導：《歡迎來到布達佩斯大飯店》
- 最佳配樂：《獨家腥聞》
- 最佳群體演出：《鳥人》

### 第20屆聖地牙哥電影評論學會大獎（2015年）
- 最佳導演：喬治·米勒《瘋狂麥斯：憤怒道》
- 最佳影片：《瘋狂麥斯：憤怒道》
- 最佳男主角：李奧納多·狄卡皮歐《神鬼獵人》
- 最佳女主角：布麗·拉爾森《不存在的房間》
- 最佳男配角：湯姆·努南《安諾瑪麗莎》
- 最佳女配角：珍妮佛·傑森·李《八惡人》
- 最佳原創劇本：《吸血鬼家庭屍篇 》
- 最佳改編劇本：《不存在的房間》
- 最佳外語片：《計程車》（伊朗）
- 最佳動畫長片：《安諾瑪麗莎》
- 最佳攝影：《怒火邊界》
- 最佳剪接：《瘋狂麥斯：憤怒道》
- 最佳美術指導：《愛在他鄉》
- 最佳配樂：《八惡人》
- 最佳群體演出：《吸血鬼家庭屍篇》